# ماساتيرو تسجيتا
ماساتيرو تسجيتا (باليابانية: 辻田 真輝) (3 أغسطس 1984 في إيشيكاوا في اليابان – )؛ هو لاعب كرة قدم كان يلعب كمدافع.